# Giovanni Battista Bassi (maler)
 For alternative betydninger, se Giovanni Battista Bassi. (Se også artikler, som begynder med Giovanni Battista Bassi)
Giovanni Battista Bassi (født 20. februar 1784 i Massa Lombarda, død 5. juli 1852 i Rom) var en italiensk landskabsmaler.
Bassi blev uddannet på Akademiet i Bologna og senere knyttet til Rom. Thorvaldsens Museum ejer fire meget smukke prøver på hans åndfulde landskabskunst med dens fine lysvirkninger: Træpartier ved et vand (1816), Vej ved Terni (1820), Skovvej (1824) og Parti af kejserpaladsernes ruiner i Rom. Bassis billeder skal i øvrigt især findes i engelske og italienske privatsamlinger.